# Suhum/Kraboa/Coaltar
Suhum/Kraboa/Coaltar är ett distrikt i Ghana.   Det ligger i regionen Östra regionen, i den södra delen av landet, 60 km nordväst om huvudstaden Accra. Antalet invånare är 174 185. Arean är 1,0 kvadratkilometer.
Terrängen i Suhum/Kraboa/Coaltar är mycket platt.